# ローガン・ラッキー
『ローガン・ラッキー』（原題：Logan Lucky）は、2017年にアメリカ合衆国で公開された犯罪映画である。監督はスティーヴン・ソダーバーグ、主演はチャニング・テイタムが務めた。なお、本作はフィンガープリント・リリーシングが初めて配給を行った映画でもある。

## ストーリー
若い頃、ジミー・ローガンはフットボール選手として輝かしいキャリアが約束されていたかに見えていたが、脚の怪我が原因でその道を諦めざるを得なかった。それ以来、彼は建設作業員として働いていたが、シャーロット・モーター・スピードウェイでの作業中に解雇されてしまった。失意のうちにあったジミーだったが。娘と仮装行列を見に行く約束をしていたので、元妻のボビー・ジョーの家を訪れた。ボビー・ジョーは近々リンチバーグへと引っ越すのだという。それは娘に会うことが困難になることを意味していた。
先の見えない状況に苛ついたジミーは弟のクライドが経営する酒場に足を運んだ。クライドはイラク戦争に従軍して左腕を失ってしまったため、今は義手を装着して日常生活を送っていた。酒場にいたマックスは義手をはめたクライドを嘲笑したため、ジミーは憤慨して彼に殴りかかった。その頃、クライドはマックスの乗ってきた車に火炎瓶を仕掛けていた。酒場を出て行くマックスの姿を見ながら、ジミーは「カリフラワー」と叫んだ。それは兄弟が子供の頃に悪戯をする際に使用した合い言葉であった。翌日、ジミーはスピードウェイから大金を盗み出す計画をクライドに打ち明けた。空調設備を利用してサーキットから一気に大金を奪い取ろうというのであった。
ジミーの計画に同意したクライドは仲間を集めようとしたが、優秀な人間をスカウトすることができなかった。結局、元金庫破りのジョーとその弟であるサムとフィッシュ、ジミーとクライドの妹であるメリーが計画に参加することとなった。一行ジミーはジョーを刑務所から連れ出し、事が済み次第彼を刑務所に送り届けるという無謀な計画を立てていた上に、ジョーの脱獄が誰にも気付かれないという前提で物事を考えていた。計画の脆さに誰も気が付かないまま、クライドは故意に微罪を犯して刑務所に潜入することに成功した。その頃、サムとフィッシュはサーキットの金庫室に大量のゴキブリを放ち、清掃員がやって来た隙を突いて部屋の寸法を測っていた。強盗のための装備を調えていたジミーは、高校の後輩だったシルヴィアと再会した。彼女は医者として生計を立てていた。シルヴィアはジミーに破傷風のワクチンを打ってあげた。恩を売られたシルヴィアにも奪った金を分け与えることにした。その後、サーキットの補修工事が早く終わりそうなことを知ったジミーは、当初予定の人気のないレースでの犯行計画を1週間早めて、メモリアル・デイの週末に開催されるコカ・コーラ600の開催日に犯行を実行に移す決断を下した。

## キャスト
※括弧内は日本語吹替
- ジミー・ローガン - チャニング・テイタム（山本格）

ローガン兄弟の長兄。過去の怪我で右膝が悪い。
- クライド・ローガン - アダム・ドライバー（杉村憲司）

ローガン兄弟の次兄。イラク戦争で左腕を失い、現在はバーテンダーをしている。
- ジョー・バング - ダニエル・クレイグ（青山穣）

凄腕の金庫破り。現在服役中。
- メリー・ローガン - ライリー・キーオ（木下紗華）

ローガン兄弟の末妹。美容師をしている。車関係に詳しい。
- ボビー・ジョー・チャップマン - ケイティ・ホームズ（森夏姫）

ジミーの元妻。ローガン兄弟を嫌悪している。
- セイディ・ローガン - ファラ・マッケンジー（佐藤美由希）

ジミーの娘。ミスコンへの出場を控えている。
- シルヴィア・ハリソン - キャサリン・ウォーターストン（うえだ星子）

移動診療所の医師。ジミーの高校時代の後輩。
- バーンズ所長 - ドワイト・ヨアカム

ジョーが服役している刑務所の所長。
- マックス・チルブレイン - セス・マクファーレン（羽野だい豆）

NASCARチームのオーナー。
- デイトン・ホワイト - セバスチャン・スタン（虎島貴明）

NASCARドライバー。
- サム・バング - ブライアン・グリーソン（英語版）（東明弘）

ジョーの弟。間抜け。
- フィッシュ・バング - ジャック・クエイド

ジョーの弟。間抜け。
- サラ・グレイソン - ヒラリー・スワンク（きそひろこ）

FBI特別捜査官。
- ムーディ・チャップマン - デヴィッド・デンマン

ボビー・ジョーの現在の夫。
- カル - ジム・オヘア（英語版）

ジミーの元上司。
- ブラッド・ヌーナン - メイコン・ブレア（藤原大智）

FBI特別捜査官。
- アール - チャールズ・ハルフォード（英語版）

ローガン兄弟の友人。

### カメオ出演
- 本人役 - リアン・ライムス
- 本人役 - ジェスコ・ホワイト（英語版）
- 本人役 - ジェフ・ゴードン
- 州兵 - カール・エドワーズ
- 州兵 - カイル・ブッシュ
- 警備員 - ブラッド・ケセロウスキー
- 警備員 - ジョーイ・ロガーノ
- リムジンの運転手 - カイル・ラーソン
- 配達員 - ライアン・ブレイニー

## 製作
スティーヴン・ソダーバーグは2013年の『恋するリベラーチェ』を以て映画監督を引退すると宣言していた。そんなソダーバーグに本作の脚本が手渡されたのは、脚本を映画化するのに相応しい人間を推薦してもらうためだった。しかし、脚本を読み込むうちに自分の手で監督してみたいという欲求が抑え込めなくなり、映画監督業に復帰する決断を下した。ソダーバーグは本作を「『オーシャンズ』シリーズを地味にしたバージョン。」「『ローガン・ラッキー』の登場人物は良い服なんか着ていない。優秀な仲間もいない。金も技術もない。あるのはゴムチューブに関する技術だけだ。」と語っている。また、ソダーバーグは新しい配給モデルを考案しており、本作がそのモデルを実践する絶好のチャンスだと思ったとも語っている。
本作の脚本を執筆したレベッカ・ブラントの素性は不明である。ただ、ウェストバージニア州のローガンに生まれたことは明かされている。彼女が誰なのかを知っているのはソダーバーグとドライバーだけである。ブラントとメールのやり取りをした人間の中には、彼女が現在イギリスに暮らしているのではないかと述べている者もいる。『ザ・プレイリスト』はソダーバーグの妻であるジュールス・アズナーがレベッカ・ブラントであると報じている。アズナーは「夫（ソダーバーグ）が自分の妻の脚本を映画化した」などと陰で言われることを予想して、敢えて偽名を使ったのだという。ただし、この報道に対してソダーバーグとアズナーは一切コメントしていないので真偽は不明である。ブラントの正体としてはアズナーの他にも、ジョン・ヘンソンやソダーバーグ本人の名前が挙がっている。
2016年2月、チャニング・テイタムが本作で主役を演じると発表された。マット・デイモンが出演するという報道もあったが、実際に出演することになったのはマイケル・シャノンであった。スケジュールの都合で、後にシャノンは降板した。5月26日には、ダニエル・クレイグが本作に出演する契約を結んだと報じられた。6月9日、ヒラリー・スワンクが本作に出演することになったとの報道があった。8月、ジム・オヘアの出演が決まった。
2016年8月24日、本作の主要撮影が始まった。撮影は36日間にわたって行われたが、その大半はアトランタ・モーター・スピードウェイで撮影された。また、10月に開催されたバンク・オブ・アメリカ500の会場でも撮影が行われた。

## 公開・興行収入
配給元のフィンガープリント・リリーシングとブリーカー・ストリートは本作の広告費に2000万円を費やした。
本作は『ヒットマンズ・ボディガード』と同じ週に公開され、公開初週末に700万ドルから900万ドルを稼ぎ出すと予想されていた。製作費はすでに回収できることが確定していたとはいえ、この数字は物足りないものであった。実際、ソダーバーグは「本作が興行的に成功したと言えるためには、公開初週末に1500万ドル以上を稼ぐ必要があるでしょう」と語っていた。2017年8月18日、本作は全米3008館で封切られ、公開初週末に760万ドルを稼ぎ出し、週末興行収入ランキング初登場3位となった。

## 評価
本作は批評家から高く評価されている。映画批評集積サイトのRotten Tomatoesには216件のレビューがあり、批評家支持率は93%、平均点は10点満点で7.5点となっている。サイト側による批評家の見解の要約は「知的でありながら、しかも気取らない上質の面白さが詰まっている。『ローガン・ラッキー』はスティーヴン・ソダーバーグの引退期間の終了を告げる作品であり、彼が観客を楽しませる能力を失っていないことを証明している。」となっている。また、Metacriticには51件のレビューがあり、加重平均値は78/100となっている。なお、本作のCinemaScoreはBとなっている。
『バラエティ』のオーウェン・グレイバーマンは「スティーヴン・ソダーバーグ監督の『ローガン・ラッキー』には勢いがある。また、堕落した人間たちがほんの一瞬放った輝きを上手く捉えている。」と称賛している。『ハリウッド・レポーター』のトッド・マッカーシーは「『ローガン・ラッキー』は良き時代の映画であり、お高くとまっていない。観客を感動させるための派手な演出や、何か深遠なものがあるかのように見せる演出がない。観客を楽しませることだけが目的の映画であり、かなり良い仕事だと思う。」と述べている。一方、『ニューヨーク・オブザーバー』のレックス・リードは評価できる点があることは認めつつも、「映画監督としてのソダーバーグは過大評価されている。」「『オーシャンズ11』より物語が進むペースが遅く、もたついているように思える。」「長所が活かせていない。『ローガン・ラッキー』には魅力もあるが、不十分な出来映えである。」と批判している。